# Yimen (köping i Kina, Shanxi)
Yimen (kinesiska: 义门, 义门镇) är en köping i Kina. Den ligger i provinsen Shanxi, i den norra delen av landet, omkring 180 kilometer nordväst om provinshuvudstaden Taiyuan. Antalet invånare är 15 111. Befolkningen består av 7 095 kvinnor och 8 016 män. Barn under 15 år utgör 19,0 %, vuxna 15-64 år 71 %, och äldre över 65 år 9,0 %.
Genomsnittlig årsnederbörd är 742 millimeter. Den regnigaste månaden är juli, med i genomsnitt 245 mm nederbörd, och den torraste är december, med 3 mm nederbörd.